# Sfincia di San Giuseppe

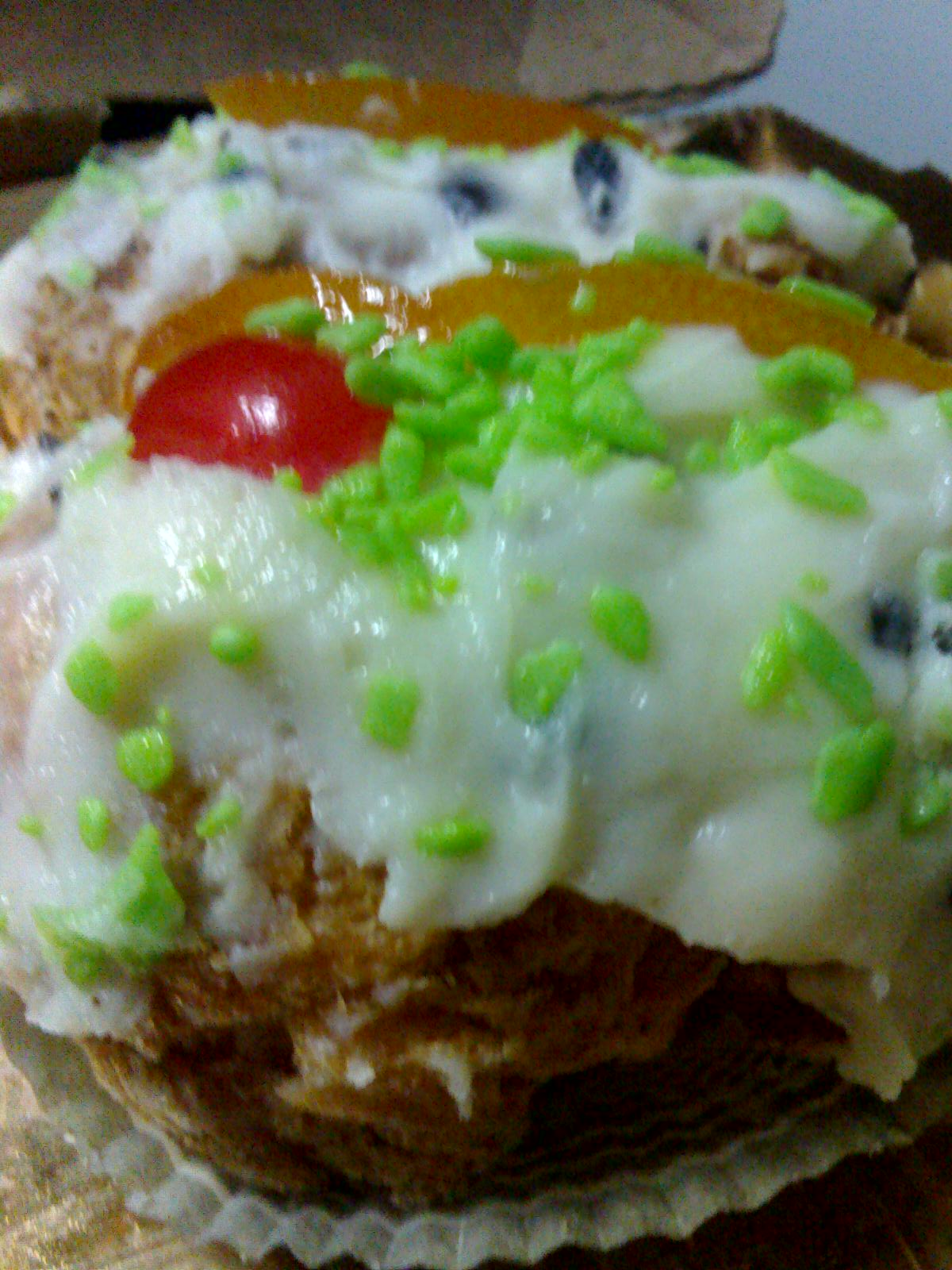
Una sfincia di San Giuseppe.

La sfincia di San Giuseppe (del latín spongia, ‘esponja’, o el árabe sfang, que designa una fritura de masa endulzada con miel) es un dulce frito presente en toda Sicilia occidental, y consumido especialmente el 19 de marzo durante la fiesta de san José.
La receta típica implica la elaboración de un rebozado de harina, agua y huevo, que se fríe en aceite o manteca, y se recubre con azúcar o, más comúnmente, con una crema de requesón (ricotta) de oveja con trocitos de chocolate, y se adorna con piel de naranja y trocitos de pistacho.
- Datos: Q3958689
- Multimedia: Sfincia di San Giuseppe / Q3958689